# Germigny-sur-Loire
Germigny-sur-Loire ist eine französische Gemeinde mit 748 Einwohnern (Stand: 1. Januar 2022) im Département Nièvre in der Region Bourgogne-Franche-Comté. Die Gemeinde gehört zum Arrondissement Nevers und zum Kanton Fourchambault (bis 2015: Kanton Pougues-les-Eaux).

## Geografie
Germigny-sur-Loire liegt an der Loire. Umgeben wird Germigny-sur-Loire von den Nachbargemeinden Tronsanges im Norden, Chaulgnes im Nordosten, Pougues-les-Eaux im Osten und Nordosten, Garchizy im Südosten, Cours-les-Barres im Süden, Jouet-sur-l’Aubois im Südwesten, Marseilles-lès-Aubigny im Westen sowie Beffes im Westen und Nordwesten.

## Bevölkerungsentwicklung
| Jahr                       | 1962 | 1968 | 1975 | 1982 | 1990 | 1999 | 2006 | 2012 |
| Einwohner                  | 476  | 507  | 468  | 589  | 598  | 629  | 677  | 759  |
| Quellen: Cassini und INSEE |      |      |      |      |      |      |      |      |

## Sehenswürdigkeiten
- Kirche Saint-Germain